# Veratrilla
Veratrilla é um género botânico pertencente à família Gentianaceae.